# 掘骨砕三
掘骨 砕三（ほりほね さいぞう）は、日本の漫画家。

## 人物
広島県出身。1995年のデビュー以降、主に成人向け漫画を執筆しており、サークル『日本宇宙旅行協会』として同人誌即売会への参加も行っている。身体改造など異様な性描写で知られる。別名義として、ほりほねさいぞう、小瀬秋葉（おぜあきば）、鉈川紘（なたかわこう）がある。堀骨砕三は誤表記。
性嗜好の面で好む読者以外にも、独特な絵柄、作風、世界観、ストーリー性によりサブカルに好まれる作家とされる。単行本は絶版により入手困難なものも存在するが、その一方で過去の作品の電子書籍化も進行している。
独特なペンネームである｢掘骨砕三｣の由来は、「昔のペンネームが『クラッシュマスタードリルボーン』だったから」との情報がある。

## 作風
掘骨砕三の描く世界はノーマルな日常から、異種生物、奇形、虫などの異様な性に溢れるフリークスな非日常まで幅広く、それらはどれも日常として作り上げられ独特の世界観となっている。異常とも言える性描写が多いものの、作中には鬼畜的な描写や憎悪、悲壮感は少ない。多く作品ではハッピーエンドやコメディ調、暖かみのあるオチで終わるが、中には喪失感を伴った寂しい終わりや、ぞっとするような意外性のある起承転結が描かれた作品もある。
絵柄はカケアミを多用し緻密、素朴で暖かみがあり物語の世界観と良く合っている。ある程度デフォルメされた可愛らしい登場人物と、描かれる過激な性行為のギャップも特徴的である。
成人向け漫画として描く作品の幅が広く、内容によってペンネームを変更している。
- 共通
  - スカトロ、ロリ・ショタ。
- 掘骨砕三
  - ロリ系の絵柄。過激な作風。ふたなり、奇形、人体改造、異種生物化、異種生物姦、蟲。
- ほりほねさいぞう
  - ロリ系の絵柄。比較的ライト。ふたなりなど。
- 小瀬秋葉
  - 青年的な絵柄。リアリティのある作風。奇形、人体改造、異種生物化、寄生虫、ボーイズラブなど。
- 鉈川紘
  - グロテスク、スプラッタ、猟奇。

鉈川紘の名義は休眠中としている（下水街単行本より）。

## 単行本

### 掘骨砕三名義
- おにくやさん（三和出版 2001年）
- 下水街（三和出版 2002年）
- 閉暗所愛好会（三和出版 2003年）
- 夜に虚就く（三和出版 2006年）
- はえてる女の子（三和出版 2006年）
- ひみつの犬神コココちゃん（茜新社 2006年）
- クロとマルコ（全年齢対象）（秋田書店 2009年）
- はんぶん娘（茜新社 2009年）
- ないしょよぉ♡（三和出版 2014年）
- かわいいボク♡（マイウェイ出版 2014年）
- 新装版 下水街 濁淦（三和出版 2015年）

### ほりほねさいぞう名義
- あしたもおいでよ（東京三世社 2001年）
- あたしたちのこと（東京三世社 2003年）
- ニクノアナ（一水社 2004年）
- 愛犬擁護週間（東京三世社 2005年）

### 小瀬秋葉名義
- HARMFUL（光彩書房 2000年）